# Károly Lakat
Károly Lakat (Győr, 27 novembre 1920 – Budapest, 3 dicembre 1988) è stato un calciatore e allenatore di calcio ungherese, di ruolo centrocampista.

## Carriera
La sua carriera da calciatore si svolse per la maggior parte al Ferencvaros, nel quale fu titolare per quasi un decennio e con il quale visse sia il periodo ricco di successi nella seconda metà degli anni '40 (vittoria del campionato nel 1948-1949, secondo posto nel 1943-1944, nel 1945 e nel 1949-1950, conquista della Coppa d'Ungheria nel 1944), sia il declino imposto dal regime comunista che portò anche al cambio di nome dapprima in ÉDOSZ SE ed in seguito in Budapest Kinizsi. Giocò inoltre 13 partite con la Nazionale ungherese.
Nel 1954 cominciò una carriera da allenatore che si sarebbe rivelata assai longeva: sedette infatti in totale per 625 volte su una panchina di Nemzeti Bajnokság I, stabilendo un record che venne battuto solo nel 2009. Anche in questa veste i successi migliori li ottenne con il Ferencvaros, portato alla vittoria del campionato nel 1967 e nel 1968, oltre che ad una finale di Coppa delle Fiere sempre nel '68.
Altre due squadre a cui legò la sua carriera in panchina furono il Tatabanya, guidato per oltre 12 anni in quattro distinti periodi, e la Nazionale olimpica ungherese, di cui fu allenatore di campo dal 1959 al 1960 e CT dal 1963 al 1972, sempre in parallelo alla sua attività coi club. In tale veste si aggiudicò la medaglia d'oro sia alle Olimpiadi di Tokyo nel 1964 sia a quelle di Città del Messico nel 1968, risultando tuttora l'unico allenatore di calcio ad aver vinto due titoli olimpici, peraltro consecutivi. Circa un decennio più tardi ebbe anche una breve esperienza alla guida della Nazionale maggiore ungherese, dal 1979 al 1980.

## Palmarès

### Giocatore

#### Competizioni nazionali
- Campionato ungherese: 1

Ferencvaros: 1948-1949
- Coppa d'Ungheria: 1

Ferencvaros: 1943-1944

### Allenatore

#### Competizioni nazionali
- Campionato ungherese: 2

Ferencvaros: 1967, 1968

#### Competizioni internazionali
- Coppa Mitropa: 1

Tatabanya: 1973-1974